# Ammoperdix griseogularis
Ammoperdix griseogularis là một loài chim trong họ Phasianidae.

## Hình ảnh

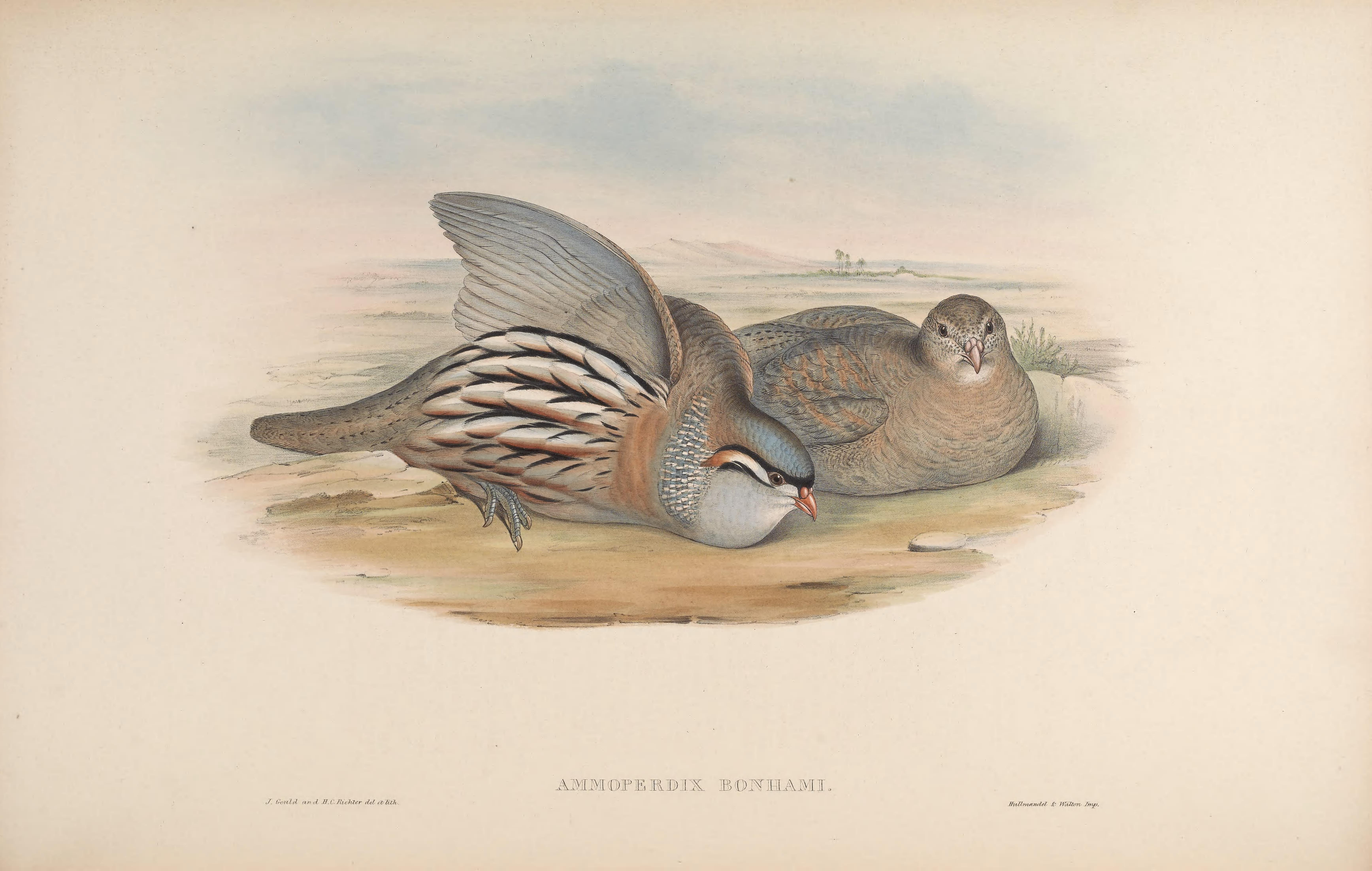